# Slave Lake
Slave Lake är en stad i centrala Alberta i Kanada, 21 mil fågelvägen norr om Edmonton. 2011 hade orten 6 782 invånare.. Staden ligger vid östra ändan av sjön Lesser Slave Lake och har ett mindre flygfält.

## Historik
Området besökes 1799 första gången av européer och senare etablerade Hudson's Bay Company en handelsplats vid sjöns mynning. Efter översvämningar på 1930-talet flyttades orten till nuvarande plats, men även här drabbades den av översvämning 1988.
I mitten av maj 2011 utbröt en skogsbrand som kom att förstöra cirka 40% av tätorten.

### Fotnoter
1. ↑  ”Census Profile” (på engelska). Statistics Canada. 3 mars 2011. http://www12.statcan.gc.ca/census-recensement/2011/dp-pd/hlt-fst/pd-pl/Table-Tableau.cfm?LANG=Eng&T=302&SR=1&S=51&O=A&RPP=9999&PR=48&CMA=0. Läst 2 februari 2014.
2. ↑  ”Slave Lake” (på engelska). Wikipedia, engelsk. https://en.wikipedia.org/wiki/Slave_Lake. Läst 17 juli 2016.